# Antonio Pribanić
Antonio Pribanić (ur. 13 grudnia 1987 w Rijece) – chorwacki piłkarz ręczny, obrotowy, od 2016 zawodnik KPR Legionowo.
W latach 2011–2013 gracz węgierskiego Pick Szeged, w barwach którego występował w Lidze Mistrzów – w tym okresie zdobył w tych rozgrywkach 43 bramki. W sezonie 2013/2014 był zawodnikiem Stali Mielec, należąc do najlepszych obrotowych Superligi. Następnie przeszedł do HCM Baia Mare, z którym w 2015 wywalczył mistrzostwo Rumunii. Latem 2016 podpisał kontrakt z KPR Legionowo.